# 사울류스 미콜류나스
사울류스 미콜류나스(리투아니아어: Saulius Mikoliūnas, 1984년 5월 2일~)는 리투아니아의 전 축구 선수로, 현역 시절 포지션은 라이트윙과 미드필더였다. 2004년부터 2022년까지 리투아니아 축구 대표팀 선수로 활동했으며 리투아니아 대표팀 최다 출전 기록을 보유하고 있다. 리투아니아 대표 선수로서 A매치에 101경기 출전하여 리투아니아 축구 선수 중 유일하게 센추리 클럽에 가입했다.

## 수상
FBK 카우나스
- A 리가: 2004
- 리투아니아컵: 2004
- 리투아니아 슈퍼컵: 2004

하트 오브 미들로디언 FC
- 스코티시컵: 2005–06

FK 잘기리스
- A 리가: 2016, 2020, 2021
- 리투아니아컵: 2016, 2018, 2021, 2022
- 리투아니아 슈퍼컵: 2016, 2017, 2020

## 같이 보기
- A매치 100경기 이상 출전한 축구 선수 명단